# Barefoot in Athens
Pour plus de détails, voir Fiche technique et Distribution.
Barefoot in Athens est un téléfilm américain réalisé par George Schaefer, diffusé en 1966 dans le cadre de l'anthologie Hallmark Hall of Fame (en).

## Synopsis
Le procès et les derniers jours de Socrate.

## Fiche technique
- Réalisation : George Schaefer
- Scénario : Robert Hartung, d'après la pièce de Maxwell Anderson
- Musique : Bernard Green
- Sociétés de production : Compass Productions et Hallmark Hall of Fame Productions
- Pays d'origine :  États-Unis
- Langue originale : anglais
- Format : couleur - 1,33:1 - son monophonique
- Genre : drame
- Durée : 76 minutes
- Dates de diffusion : 
  -  États-Unis : 11 novembre 1966 sur NBC

## Distribution
- Peter Ustinov : Socrate
- Geraldine Page : Xanthippe
- Anthony Quayle : Pausanias Ier
- Lloyd Bochner : Critias
- Christopher Walken : Lamproclès
- Eric Berry : Mélétos
- Salome Jens : Theodote

## Distinctions
Peter Ustinov a remporté pour son rôle l'Emmy Award 1967 du meilleur acteur dans un téléfilm.